# Halowe Mistrzostwa Świata w Lekkoatletyce 1993 – bieg na 3000 m mężczyzn
Bieg na 3000 m mężczyzn – jedna z konkurencji rozgrywanych podczas halowych mistrzostw świata w lekkoatletyce w 1993. Eliminacje odbyły się 12 marca, a finał został rozegrany 14 marca.
Do eliminacji zgłoszonych zostało 24 zawodników z 18 państw.
Zawody w tej konkurencji wygrał reprezentant Włoch Gennaro Di Napoli. Drugą pozycję zajął zawodnik z Francji Éric Dubus, trzecią zaś reprezentujący Hiszpanię Enrique Molina.

## Wyniki

### Eliminacje
Źródło: 
Bieg 1
| Miejsce | Zawodnik          | Państwo           | Wynik   | Uwagi |
| ------- | ----------------- | ----------------- | ------- | ----- |
| 1.      | John Mayock       | Wielka Brytania   | 7:54,13 |       |
| 2.      | Bob Kennedy       | Stany Zjednoczone | 7:54,28 |       |
| 3.      | Victor Rojas      | Hiszpania         | 7:54,32 |       |
| 4.      | Phillip Clode     | Nowa Zelandia     | 7:54,82 |       |
| 5.      | Christophe Impens | Belgia            | 7:56,07 |       |
| 6.      | Steve Agar        | Dominika          | 7:56,44 | NR    |
| 7.      | Yves Brenier      | Francja           | 8:00,65 |       |
| –       | Josephat Kapkory  | Kenia             | DNS     |       |

Bieg 2
| Miejsce | Zawodnik          | Państwo    | Wynik   | Uwagi |
| ------- | ----------------- | ---------- | ------- | ----- |
| 1.      | Gennaro Di Napoli | Włochy     | 7:50,69 |       |
| 2.      | Brendan Matthias  | Kanada     | 7:50,90 | NR    |
| 3.      | Éric Dubus        | Francja    | 7:51,22 |       |
| 4.      | Mogens Guldberg   | Dania      | 7:52,99 |       |
| 5.      | Cândido Maia      | Portugalia | 7:54,11 |       |
| 6.      | Claes Nyberg      | Szwecja    | 7:56,03 |       |
| 7.      | Abdul Aziz Sahir  | Maroko     | 7:59,62 |       |
| 8.      | Paul Donovan      | Irlandia   | 8:03,69 |       |

Bieg 3
| Miejsce | Zawodnik         | Państwo           | Wynik   | Uwagi |
| ------- | ---------------- | ----------------- | ------- | ----- |
| 1.      | Frank O'Mara     | Irlandia          | 7:51,12 |       |
| 2.      | Joe Falcon       | Stany Zjednoczone | 7:51,42 |       |
| 3.      | Enrique Molina   | Hiszpania         | 7:51,84 |       |
| 4.      | Mirko Döring     | Niemcy            | 7:52,56 |       |
| 5.      | Ovidiu Olteanu   | Rumunia           | 7:53,17 | NR    |
| 6.      | Peter O'Donoghue | Australia         | 7:53,86 | NR    |
| 7.      | Marc Olesen      | Kanada            | 7:56,14 |       |
| 8.      | Michael Chesire  | Kenia             | 8:07,78 |       |

### Finał
Źródło: 
| Miejsce | Zawodnik          | Państwo           | Wynik   | Uwagi |
| ------- | ----------------- | ----------------- | ------- | ----- |
| 01 !    | Gennaro Di Napoli | Włochy            | 7:50,26 |       |
| 02 !    | Éric Dubus        | Francja           | 7:50,57 |       |
| 03 !    | Enrique Molina    | Hiszpania         | 7:51,10 |       |
| 4.      | Bob Kennedy       | Stany Zjednoczone | 7:51,27 |       |
| 5.      | Mogens Guldberg   | Dania             | 7:52,80 |       |
| 6.      | John Mayock       | Wielka Brytania   | 7:54,41 |       |
| 7.      | Brendan Matthias  | Kanada            | 7:55,57 |       |
| 8.      | Mirko Döring      | Niemcy            | 7:59,42 |       |
| 9.      | Joe Falcon        | Stany Zjednoczone | 8:01,94 |       |
| 10.     | Frank O'Mara      | Irlandia          | 8:12,71 |       |